# Mulier Instituut
Het Mulier Instituut is een sociaalwetenschappelijk sportonderzoeksinstituut in Nederland. Het hoofddoel is de bevordering van de sociaalwetenschappelijke kennisontwikkeling en beleidseffectiviteit op het terrein van sport. Het instituut is vernoemd naar Pim Mulier (1865-1954), pionier en aartsvader van de (georganiseerde) sport in Nederland.

## Historie
Het Mulier Instituut is in 2002 ontstaan uit een samenwerkingsverband tussen het onderzoeksbureau Diopter - Janssens & Van Bottenburg bv, de Universiteit van Tilburg, de Universiteit Utrecht en de Universiteit van Amsterdam. Tot september 2011 voerde het instituut zijn activiteiten uit onder de naam W.J.H. Mulier Instituut.

## Opdrachtgevers
De belangrijkste opdrachtgevers van het Mulier Instituut zijn overheden (gemeenten, provincies, ministeries van VWS en OCW, EU) en sportorganisaties (NOC*NSF, sportbonden, Vereniging Sport en Gemeenten, JOGG, Gehandicaptensport Nederland, Johan Cruyff Foundation enz.). Het Mulier Instituut voert onder andere een door het ministerie van VWS gesubsidieerd meerjarenonderzoeksprogramma uit.

## Doelstelling en taken
Het doel van het Mulier Instituut is bijdragen aan goed onderbouwd beleid, gericht op de bevordering van sport, sportief bewegen en versterking van de sportsector. Dit doel wordt nagestreefd door:
- het uitvoeren van betrouwbaar en kwalitatief hoogstaand sportonderzoek;
- dataverzameling en monitoring van de Nederlandse sportsector en beleidsprogramma’s;
- kennis- en methodiekontwikkeling door het uitvoeren van verkennende en verdiepende studies;
- duiden en vertalen naar de beleidspraktijk van (eigen) onderzoeksuitkomsten;
- inzet van expertise en advisering ten behoeve van de onderbouwing van beleidsbeslissingen;
- gevraagd en ongevraagd duiding en reflectie bieden in de rol van ‘kritische vriend’ van de sportsector.

## Aanpak
Er wordt door bundeling en afstemming van onderzoeksactiviteiten continuïteit geboden aan sportonderzoekers. Er worden tijdreeksen ontwikkeld door monitoring van ontwikkelingen in de sport. Hiermee zijn condities gecreëerd voor meer diepgravende studies en kenniscumulatie, waarmee een belangrijke kwaliteitsimpuls wordt gegeven aan de stand van de wetenschappelijke kennis op het terrein van sport en samenleving in Nederland. Het onderzoek dat het Mulier Instituut verricht is wetenschappelijk verantwoord: het sluit aan op actuele kennis ter zake, is herhaalbaar, wordt uitgevoerd volgens de gangbare normen in de sociale wetenschappen en is kritisch op de feiten.

## Positie
Het Mulier Instituut neemt een centrale positie in binnen het sportonderzoek in Nederland.

## Grootte
Bij het Mulier Instituut werken ruim zeventig wetenschappelijk medewerkers (onderzoekers en ondersteunende medewerkers). Aan de gelieerde universiteiten zijn nog eens tien onderzoekers betrokken bij de uitvoering van het meerjarenonderzoeksprogramma.

## Locatie en adres
Het Mulier Instituut is gevestigd in een kantoorpand in het Stadion Galgenwaard in Utrecht. Het bezoekadres is Herculesplein 269, 3584 AA in Utrecht.